# Verbici-tó
A Verbici-tó (szlovákul Vrbické pleso) az Alacsony-Tátra legnagyobb kiterjedésű tava. A Déményfalvi-völgy északnyugati részén 1113 m tengerszint feletti magasságban fekszik. A 115 m hosszú és 62 m széles tó területe 0,69 hektár. Legmélyebb pontja 8 m. A Würm-glaciális végén a gleccserek maradványaként keletkezett. Lefolyása az Otupnianka patak. Területe 1975 óta védett.

## Fordítás
Ez a szócikk részben vagy egészben a Vrbické pleso című cseh Wikipédia-szócikk ezen változatának fordításán alapul.  Az eredeti cikk szerkesztőit annak laptörténete sorolja fel. Ez a jelzés csupán a megfogalmazás eredetét és a szerzői jogokat jelzi, nem szolgál a cikkben szereplő információk forrásmegjelöléseként.